# Robert Moser
Robert Moser, né le 3 mars 1922 à Saint-Imier et décédé le 14 août 2005 à La Chaux-de-Fonds, est un homme politique suisse, membre du Parti radical-démocratique.

## Biographie
Robert Moser est né le 3 mars 1922 à Saint-Imier. Il est le fils de l'horloger Charles Emile Moser et de Marie Clara, néé Linder. Il étudie l'économie et les sciences commerciales à l'université de Neuchâtel, dont il obtient une licence en 1945.
Par la suite, Robert Moser est directeur de l'École de la Société suisse des employés de commerce de 1946 à 1968. Il est également secrétaire de 1946 à 1968, puis vice-président de 1969 à 1991 et président de 1991 à 1993 de la Société suisse des employés de commerce.
Il est également président du Cercle du Sapin et membre du conseil d'administration de la Caisse cantonale d'assurance populaire de Neuchâtel. En 1977, il participe activement à la fondation du Musée international d'horlogerie de La Chaux-de-Fonds.
En 1947, Robert Moser épouse Violette Adelina, la fille du jardinier Raoul Fauriat. Il est décédé le 14 août 2005 à l'âge de 83 ans à La Chaux-de-Fonds.

## Fonctions politiques
Robert Moser, membre du Parti radical-démocratique, est élu au Conseil général (législatif) de La Chaux-de-Fonds au début de sa carrière politique en 1952 et y reste jusqu'en 1968. Immédiatement après, il siège au Conseil communal (exécutif) jusqu'en 1987, où il dirige le département des finances et de l'éducation. Il représente son parti au Grand Conseil du canton de Neuchâtel de 1953 à 1985.
En outre, il siège au Conseil national de 1975 à 1979. Il y est membre de la Commission des chemins de fer.